# Che Čen
Che Čen (čínsky pchin-jinem Hé Zhēn, znaky 何真; 1322–1388) byl čínský voják a politik sloužící dynastii Jüan. Během povstání rudých turbanů vynikl mezi množstvím místních vůdců organizujících lokální domobranu nezávisle na centrální vládě tím, že v polovině 60. let ovládl celou provincii (Kuang-tung). Roku 1368 se vzdal armádě říše Ming, poté sloužil v mingské administrativě.

## Život
Che Čen pocházel z vyšších společenských vrstev a přestože v mládí osiřel, získal civilní i vojenské vzdělání. Obdržel úřad v místní správě, po krátké době byl však propuštěn. Nicméně oplýval sebedůvěrou i ambicemi a jako soukromník zorganizoval oddíly místní sebeobrany, které na rebelech znovudobyly hlavní město prefektury. Jeho zásluhy byly oceněny místem v prefekturní správě a po úspěšném působení a další vyhrané bitvě postoupil na provinční úroveň. Roku 1363 v čele provinčního vojska osvobodil Kanton, obsazený pobřežními piráty, pak z pozice velitele vojska dominoval provincii Kuang-tung. Roku 1366 byl i formálně jmenován hlavou provinční vlády.
V dubnu 1368 se vzdal mingské armádě obsazující jižní Čínu. Od císaře Chung-wua obdržel titul a post v provinční správě. Žil v Nankingu, na jih se vrátil pouze dvakrát, když dostal za úkol nabrat do armády své bývalé spolubojovníky. Do výslužby odešel v 65 letech roku 1387 jako hrabě (伯, po) a příslušník vrstvy Chung-wuovy vojenské meritokracie, oceňovaný za učenecké zájmy a kultivovanost.
Titul a postavení si jeho potomci udrželi pouze pět let, roku 1393 se totiž dva synové Che Čena zapletli do údajného Lan Jüova spiknutí a císař Chung-wu přikázal celou rodinu Che popravit. Pouze jediný Che Čenův syn uprchl a přežil. Rozsudek byl roku 1398 zrušen, onen syn a jeho potomci poté žili v Tung-kuanu jako prostí poddaní.